# Альмудена Грандес
Марія Альмудена Грандес Ернандес (ісп. María Almudena Grandes Hernández; 7 травня 1960, Мадрид — 27 листопада 2021, там само) — іспанська письменниця.

## Життєпис
Народилася 7 травня 1960 року у Мадриді. Вивчала географію та історію у Мадридському університеті. Писала статті для енциклопедичних видань. 1982 року зіграла невелику роль в фільмі «Невдача» Оскара Ледуаре. 1989 року видала свій дебютний роман «Віки Лулу», який було перекладено двадцятьма мовами світу і який критики назвали «маленькою революцією» в іспаномовній жіночій прозі, а також він приніс їй премію Вертикальна посмішка видавництва «Тускетс». Наступного року вийшов однойменний кінофільм режисера Бігаса Луни, який отримав номінацію на премію Гойя у категорії Найкращий адаптований сценарій. Наступним успіхом став роман «Малена — це назва танго» (1994), який письменниця назвала найбільш автобіографічним у своєму доробку, за яким вийшло ще понад десяток книг, що також мали успіх у читачів та критиків і завоювали низку літературних премій.
Вела колонку у газеті «Ель Паїс». Була сторонницею лівих політичних поглядів, підтримувала коаліцію «Об'єднані ліві».
Двоюрідними братами письменниці доводяться близнюки Кіко Матаморос (актор) і Кото Матаморос (письменник).
З 1994 року у шлюбі з поетом Луїсом Гарсією Монтеро. У пари троє дітей — спільна донька Еліза (нар. 1997), а також старші син Мауро та дочка Ірене, — по одній дитині в кожного від попередніх стосунків.
2018 року нагороджена Національною премією за найкращий роман («Пацієнти доктора Гарсії»). Ім'я письменниці має муніципальна бібліотека у місті Асукека-де-Енарес.
Альмудена Грандес померла 27 листопада 2021 року в себе вдома у Мадриді в 61-річному віці від раку.

## Екранізації
- 1990 — Віки Лулу / Les edades de Lulú (реж. Бігас Луна)
- 1995 — Малена — це назва танго / Malena es un nombre de tango (реж. Херардо Ерреро)
- 2000 — Хоча ви цього не знаєте / Aunque tú no lo sepas (реж. Хуан Вісенте Кордова)
- 2006 — Пориви вітру / Los aires difíciles (реж. Херардо Ерреро)
- 2007 — Атлас людської географії / Atlas de geografía humana (реж. Асусена Родрігес)
- 2009 — Етюди втрьох / Castillos de cartón (реж. Сальвадор Гарсія Руїс)

## Нагороди та премії
- 1989 — Премія Вертикальна посмішка (Віки Лулу).
- 2002 — Премія Каламо (Пориви вітру).
- 2008 — Премія Фонду Хосе Мануеля Лари (Крижане серце).
- 2011 — Премія Елени Понятовської (Інес і щастя).
- 2011 — Премія сестри Хуани Інес де ла Крус (Інес і щастя).
- 2018 — Національна премія за найкращий роман (Пацієнти доктора Гарсії).